# Ignorance
Ignorance jest pierwszym singlem zespołu Paramore z ich trzeciego albumu Brand New Eyes. Jest to ósmy singiel Paramore w USA i dziewiąty w Wielkiej Brytanii. Utwór dostępny był do ściągnięcia 7 czerwca 2009 roku, następnego dnia pojawił się na paramore.net.

## Notowania
| Lista                                     | Pozycja |
| ----------------------------------------- | ------- |
| Canadian Hot 100                          | 96      |
| U.S. Billboard Hot 100                    | 67      |
| U.S. Billboard Alternative Songs          | 7       |
| U.S. Billboard Rock Songs                 | 20      |
| U.S. Billboard Hot Mainstream Rock Tracks | 31      |

## Certyfikaty i sprzedaż
| Kraj                     | Certyfikat      | Sprzedaż |
| ------------------------ | --------------- | -------- |
| Australia (ARIA)         | platynowa płyta | 70 000+  |
| Nowa Zelandia (RMNZ)     | platynowa płyta | 30 000+  |
| Stany Zjednoczone (RIAA) | złota płyta     | 500 000+ |
| Wielka Brytania (BPI)    | złota płyta     | 400 000+ |